# フォン・ノイマンエントロピー
フォン・ノイマンエントロピー（英: von Neumann entropy）は、統計力学におけるギブスエントロピーの量子力学的な拡張である。名称は数学者のジョン・フォン・ノイマンに因む。密度行列 ρ で記述される一般の量子系に対し、フォン・ノイマンエントロピー は、以下のように定義される。
{\displaystyle S=-\mathrm {tr} (\rho \ln \rho ).}
ここで tr はトレースを表し、ln は行列自然対数を表す。ρ が固有ベクトル |1⟩, |2⟩, ... によって展開できる場合、密度行列は以下のように表示できる。
{\displaystyle \rho =\sum _{j}\eta _{j}\left|j\right\rangle \left\langle j\right|.}
また、フォン・ノイマンエントロピーは、単に
{\displaystyle S=-\sum _{j}\eta _{j}\ln \eta _{j}}
となり、フォン・ノイマンエントロピーは情報理論におけるシャノンエントロピーと形式的に一致する。シャノンエントロピーとの関係から、フォン・ノイマンエントロピーやそれに付随する物理量に対して情報理論的な解釈を与えることができる。

## 背景
ジョン・フォン・ノイマンは量子力学における様々な定式化をまとめ上げ、量子力学の数学的な基礎を確立した。フォン・ノイマンの仕事は1932年に刊行された著書『量子力学の数学的基礎』にまとめられた。フォン・ノイマンは、測定に伴う波動関数の収縮を非可逆過程として記述する測定理論を構成した。フォン・ノイマンによって定式化された測定は、射影測定あるいはフォン・ノイマン測定と呼ばれる。
密度行列は、フォン・ノイマンとレフ・ランダウとで独立に定式化されたが、両者は異なる動機を持っていた。ランダウは、状態ベクトルによる混合量子系の部分系を記述することが不可能であるということである。他方、フォン・ノイマンは、量子統計力学と量子測定の理論の双方の発展のために密度行列を導入した。
密度行列の定式化は、古典統計力学のツールの量子力学領域への拡張として発展した。古典的なフレームワークにおいて、すべての可能な熱力学的な量を求めるために、系の分配関数が導入された。フォン・ノイマンは、ヒルベルト空間の中の状態と作用素の脈絡において、密度行列を導入した。統計的な密度行列作用素の考え方は、概念的には似ているが数学的には異る方法で、すべての平均的な量を計算することを可能とする。量子数の集合 n1, n2, ..., nN 上にパラメータで与えられる波動函数の集合 |Ψ〉 が与えられたとする。与えられた自然な変数は、系の実際の波動函数の中の基本的な粒子の特別な波動函数を持つ振幅である。この振幅の二乗を p(n1, n2, ..., nN) と表すとする。目標はこの量 p が相空間の古典的な密度函数となることである。p が古典極限において密度函数となり、エルゴード的(Ergodicity)な性質を持つことを示す必要がある。p(n1, n2, ..., nN) が運動の定数であることを確認した後に、確率 p(n1, n2, ..., nN) のエルゴード仮設が p をエネルギーのみの函数とする．
この過程の後、結局、使った表現に関して p(n1, n2, ..., nN) が不変であるとき、密度行列の定式化という結論へ達する。このように記述された形式において、正しい量の期待値は、量子数 n1, n2, ..., nN に対して対角的である。
対角的ではない作用素の期待値は、量子振幅の相を意味する。量子数 n1, n2, ..., nN が単独の添字 i または、j にエンコードされているとすると、波動函数は、
{\displaystyle \left|\Psi \right\rangle =\sum _{i}a_{i}\left|\psi _{i}\right\rangle .}
という形をしている。従って、これらの波動函数の対角的ではない作用素 B の期待値は、
{\displaystyle \left\langle B\right\rangle =\sum _{i,j}a_{i}^{*}a_{j}\left\langle i\right|B\left|j\right\rangle }
である。従って、量 {\displaystyle \left|a_{i}\right|^{2}} を保存する元々の役目は、系 S の密度行列としてとられる。
{\displaystyle \left\langle j\right|\rho \left|i\right\rangle =a_{j}a_{i}^{*}.}
従って 〈B〉 は
{\displaystyle \left\langle B\right\rangle =\mathrm {tr} (\rho B).}
である。
上の項の不変性は、行列の理論により記述される。数学的なフレームワークにおいて、行列のように量子的な作用素の期待値として行列のように記述されるとき、密度行列作用素  と作用素  の積のトレースによりえることができる（作用素間のヒルベルトスカラー積）。ここでの行列による定式化は、通常の場合のように有限の量子系で適用されるにもかかわらず、統計力学的なフレームワークであり、そこでは系の状態は純粋状態として記述することはできないが、上記のように統計的作用素  により表される。数学的には  が単位的なトレースをもつ半正定値エルミート行列である。

## 定義
フォン・ノイマンは, 密度行列G ρ が与えられるとき、次のようにエントロピーを定義した。
{\displaystyle S(\rho )=-\operatorname {tr} (\rho \ln \rho ).}
これは、固有な拡張である。ギブズエントロピー（因子 kB を除き）と量子的な場合のシャノンエントロピーの拡張である。S(ρ) を計算するには、{\displaystyle ~\rho =\sum _{j}\eta _{j}\left|j\right\rangle \left\langle j\right|} の行列の固有値分解(Eigendecomposition of a matrix)を計算するのが便利である（行列の対数(Logarithm of a matrix)を参照）。フォン・ノイマンエントロピーは、
エルゴード
{\displaystyle S(\rho )=-\sum _{j}\eta _{j}\ln \eta _{j}.}
により与えられる。純粋状態に対して密度行列は冪等行列(Idempotent matrix) ρ = ρ2 であるので、純粋状態のエントロピー S(ρ) は 0 である。このように、系が有限（有限次元の行列表現）であれば、エントロピー S(ρ) は、「純粋状態からの系の分離」を表す。言い替えると、与えられた有限の系を表す状態の混合の度合いをコード化している。計測が量子系を非相互作用の部分と表向きは古典的なエントロピーへ分解する。従って、例えば、密度行列
{\displaystyle \rho ={1 \over 2}{\begin{pmatrix}1&1\\1&1\end{pmatrix}}}
に対応する純粋状態 {\displaystyle \Psi =(\left|0\right\rangle +\left|1\right\rangle )/{\sqrt {2}}} のフォン・ノイマンエントロピーは0であるが、測定によって量子相互作用情報が消去されることに伴い、測定結果の混合状態の密度行列 
{\displaystyle \rho ={1 \over 2}{\begin{pmatrix}1&0\\0&1\end{pmatrix}}}
のフォン・ノイマンエントロピーは{\displaystyle S=\ln 2\approx 0.69} へ増大する。

## 性質
フォン・ノイマンエントロピーの性質をいくつか上げる。
- S(ρ) が 0 であることと、ρ が純粋状態をあらわしていることとは同値。

- S(ρ) は、N をヒルベルト空間の次元としたとき、最大混合状態に対し最大で ln N に等しい。

- S(ρ) は ρ の基底では変換の下に不変である、つまり、U をユニタリ変換とすると、S(ρ) = S(UρU†) である。

- S(ρ) は凹(concave)である。つまり、正の数の集合 λi が与えられ、それらの和が統一され（{\displaystyle \Sigma _{i}\lambda _{i}=1}）、密度作用素 ρi がwe have

{\displaystyle S{\bigg (}\sum _{i=1}^{k}\lambda _{i}\rho _{i}{\bigg )}\geq \sum _{i=1}^{k}\lambda _{i}S(\rho _{i}).}
- S(ρ) は、独立系に対して加法的である。独立系 A と B を記述する 2つの密度行列  ρA   , ρB が与えられると、

{\displaystyle S(\rho _{A}\otimes \rho _{B})=S(\rho _{A})+S(\rho _{B})}
を得る。
- S(ρ) が任意の 3つの系 A, B, C に対し、強劣加法性を持つ。

{\displaystyle S(\rho _{ABC})+S(\rho _{B})\leq S(\rho _{AB})+S(\rho _{BC}).}.
これは自動的に、S(ρ) が劣加法性を持つことを意味する。
{\displaystyle S(\rho _{AC})\leq S(\rho _{A})+S(\rho _{C}).}
以下は、その強劣加法性への一般化に従い、劣加法性を議論する。

### 劣加法性
ρA, ρB が一般状態 ρAB を還元した密度行列とすると、
{\displaystyle \left|S(\rho _{A})-S(\rho _{B})\right|\leq S(\rho _{AB})\leq S(\rho _{A})+S(\rho _{B})}
が成り立つ。
この不等式の右辺は劣加法性として知られている。2つの不等式を組み合わせ、三角不等式としても知られている。これらの式は 1970年に、荒木不二洋とエリオット・H・リーブにより証明された。シャノンの理論において混合系のエントロピーは、いかなるその部分のエントロピーよりも低くなりえないが、量子理論ではそのようにはならず、つまり、 S(ρAB) = 0 であったり、 S(ρA) = S(ρB) > 0 であったりすることが可能である。
直感的には、これは次のように考えることができる。量子力学において、合併系のエントロピーは、成分は量子的にもつれている可能性があるので、その成分のエントロピーの和よりも小くすることができる。例えば、2つのスピン1／2のベル状態(Bell state)を見ると明らかである。
{\displaystyle \left|\psi \right\rangle =\left|\uparrow \downarrow \right\rangle +\left|\downarrow \uparrow \right\rangle ,}
は 0 エントロピーを持つ純粋状態であるが、還元された密度行列(reduced density matrix)の中で個別に考えたとき、それぞれのスピンは最大エントロピーを持っている。一つのスピンのエントロピーはもう一つのスピンのエントロピーにより補正されることで「キャンセル」することができる。不等式の左辺は、大まかには、同じ量のエントロピーの量よってのみキャンセルされると解釈することができる。
系 A と系 B が異る量のエントロピーを持つと、より小さな方のみが部分的により大きな方をキャンセルすることができ、あるエントロピーが残る。同様に、不等式の右辺は、その成分が補正されない場合に、混合系のエントロピー最大化されると解釈することができ、その場合には全エントロピーはまさに部分エントロピーの和となる。このことはより直感的にヒルベルト空間に代わりに相空間の定式化(phase space formulation)の中で理解される。そこでのフォン・ノイマンエントロピーは、オフセットシフトを除き、ウィグナー函数(Wigner function)の ★-対数の期待値を引いて測られる。このオフセットシフトの正規化を除き、エントロピーはその古典極限(Classical limit)により最大化される。

### 強劣加法性
フォン・ノイマンエントロピーは、強劣加法性(strongly subadditive)も持っている。3つのヒルベルト空間 A, B, C が与えられると、
{\displaystyle S(\rho _{ABC})+S(\rho _{B})\leq S(\rho _{AB})+S(\rho _{BC})}
が成り立つ。これはより難しい定理で、エリオット・H・リーブとマリー・ベス・ルスカイ(Mary Beth Ruskai)により証明された。証明方法は、エリオット・リーブの行列不等式を使い、1973年に証明された。上の三角不等式の左辺を確立する証明テクニックを使い、強劣加法性が次の不等式と同値であることを示すことができる。
{\displaystyle S(\rho _{A})+S(\rho _{C})\leq S(\rho _{AB})+S(\rho _{BC})\ .}
ここに、 ρAB などは、密度行列 ρABC を還元した密度行列である。この不等式の左辺へ通常の劣加法性を適用し、すべての A, B, C の置換を考えると、 ρABC に対する三角不等式を得る。3つの数 S(ρAB), S(ρBC), S(ρAC) のそれぞれは、他の 2つの和に等しいかまたは小さい。

## 使われ方
フォン・ノイマンエントロピーは、量子情報理論のフレームワークにおいて、微分形式の中で拡張して使用されている（条件付きエントロピー(conditional entropies), 相対エントロピーなど、）。エンタングルメント測度は、フォン・ノイマンエントロピーと直接関係するある量を元にしている。しかしながら、シャノンエントロピー測度の不等式を扱ういくつかの論文に現れ、結局、フォン・ノイマンエントロピーをシャノンエントロピーの適切な量子一般化したものとなる。主要な議論は、古典的な計測においてシャノンの測度は、系の性質を無視した自然な測度であり、シャノン測度の存在は計測から独立である。
逆に、量子計測は、計測の前に存在している系の性質を明らかにすることはできないと主張されている。この矛盾に元気付けられる学者もいて、ツァリスエントロピー(Tsallis entropy)（標準的なボルツマン–ギッブスエントロピーの一般化）の非加法的(Additive map)性質を導入する。この主要な理由は、量子論の脈絡での正しい量子情報測度を発見することに対し、ツァリスエントロピーの特殊性のため、非局所的相関が記述されるべきであるとの主張である。

## 参照項目
- エントロピー (情報理論)
- 線型エントロピー（英語版）(Linear entropy)
- 量子情報
- 分配函数 (数学)
- 条件付き量子エントロピー（英語版）(Quantum conditional entropy)
- 量子相互情報（英語版）(Quantum mutual information)
- 量子エンタングルメント
- 量子エントロピーの強劣加法性（英語版）(Strong subadditivity of quantum entropy)